# Edda Díaz
Edda Díaz (Esther Edda Díaz Lammens, 4 de febrero de 1942, Aguilares, provincia de Tucumán, Argentina) es una actriz, humorista, directora y libretista argentina.
Con mordaz vis cómica, en la década de 1970 fue una de las pioneras del café-concert argentino.

## Biografía
Nacida en Aguilares, en la provincia de Tucumán, fue llevada a la Ciudad de Buenos Aires a los tres años con su madre y hermana donde cursó estudios en la Alianza Francesa, el Conservatorio Amancio Williams y el Conservatorio Nacional de Arte Dramático del cual egresó en 1964.
Dos años después, junto a sus compañeros de conservatorio  Antonio Gasalla, Carlos Perciavalle y Norah Blay protagoniza Help, Valentino con rotundo éxito. El espectáculo es la piedra fundamental del café-concert argentino con escenografía de Edgardo Giménez y Dalila Puzzovio.
Le siguen Déjate de historias y cosaquiemos la cosaquia con Gasalla y Blay y en 1970 Orgullosamente humilde en el reducto La gallina embarazada de Lino Patalano y libretos y dirección de su marido, Peter Gilbert entre 1968-1976.
En la temporada 1969 de teatro fue Puck de Sueño de una noche de verano de William Shakespeare dirigida por Cecilio Madanes en el Teatro Caminito.
Otros unipersonales incluyeron Chiquitita como soy, El coraje de ser madre, La noche y La Diaz, Bésame bésame público, La Mamá de Tarzán, El Show no está para Bollos, Facciamo L'Humore, Edda Díaz El Show, Cartonedda, etc.
En televisión fue uno de los personajes más típicos de Los Campanelli entre 1969 y 1973, llevado al cine en dos oportunidades.
Ha hecho varias colaboraciones en programas como "La Noche de Moria Casán", "Mesa de Noticias", "Hupumorpo", "Badia y Cia" y otros.
En 2013 vuelve a la televisión argentina, en la serie "Farsantes", producida por Pol-Ka.
Como actriz, autora y directora ha realizado varios espectáculos unipersonales:  4 hombres para Edda, Eddase una vez, Las Eddas y los otros, Una mujer de historieta, El regreso de La Pata, El show no está para bollos y ¿Qué es puesía?.
En España y luego Argentina protagonizó Mi Reina, amorcito corazón de Beatriz Mosquera.
Recibió en 1981 y 1991 el Diploma al Mérito Unipersonal de los Premio Konex.
En 2010 le entregaron en Senado de la Nación Argentina, el premio Podestá a la trayectoria Honorable.
En 2013 Integra el elenco de: "Farsantes" en el papel de Cuca.
En 2016, participó del programa humorístico: "Vigilantes", que se emitirá próximamente por: TBS Very Funny. 
En 2018, participó del programa humorístico: "Cien días para enamorarse", que se emite por: Telefe.
En 2019, se incorpora a la teleserie de época, como Filomena en:  "Argentina, tierra de amor y venganza", que se emite por: El Trece.

## Cinematografía
- 1971: El veraneo de los Campanelli
- 1972: El picnic de los Campanelli
- 1980: Bárbara
- 1986: Camarero nocturno en Mar del Plata
- 1987: Me sobra un marido
- 1996: La revelación
- 1998: Cohen vs. Rosi
- 2002: Mi suegra es un zombie
- 2005: Torrente 3: el protector
- 2007: Las mantenidas sin sueños
- 2008: El ratón Pérez 2
- 2009: Te extraño

## Teatro
- 1966: Blanco Negro Blanco
- 1967: Help, Valentino
- 1968:  Dejate de Historias y Cosaquiemos la Cosaquia
- 1969: Sueño de una noche de verano
- 1971-1975: Orgullosamente Humilde
- 1973: El Coraje de ser Madre
- 1975-1976: Chiquitita como Soy
- 1978-1979: La Noche y la Díaz
- 1980-1981: Bésame, Bésame Público
- 1980: La Mamá de Tarzán
- 1981: Encantada de Conocerlo
- 1982: El Don de Adela
- 1983: El Show No está para Bollos
- 1985-1986: Una mujer de historieta
- 1987: Edda Díaz, El Show
- 1988: 4 hombres para Edda
- 1989: Eddase una vez
- 1990: Las Eddas y Los Otros
- 1995: Viva La Revista en el Maipo
- 1996: Yo quiero ser una chica Menem
- 1998: La Reina del Hogar
- 2003: Cartonedda
- 2006: El Regreso de la Pata
- 2009: Que es Puesía?
- 2008-2012: Mi Reina, Amorcito Corazón
- 2011-2016: Ya sé que te gusta el whisky (Dirección)
- 2010-2011: Día de visita
- 2011-2012: Surtidos de humor
- 2013: Póstumos
- 2014: Los Locos Grimaldi
- 2016: La casa de Bernarda Alba (reemplazando a Érika Wallner)
- 2018-2019: Derechas